# Wartburgs für Walter
Wartburgs für Walter var et kortlivet tysk punk- og avantgarde-band fra Østberlin, der var aktivt i tiden kort før Die Wende. Bandets navn var et ordspil på det østtyske bilmærke Wartburg
Bandets trommeslager, Dirk "Scholle" Scholz kom senere til at spille med Die Art og middelalderrockbandet Corvus Corax. Han er også medstifter af Cultus Ferox, som han pr.  2018 fortsat er aktiv i.

## Diskografi

### Album
- 2016: Complete Works (Sick Suck Records/Hörsturzproduktion)

### Kassetter
- 1987: Live 11/87 Szescin, Polen (egenproduktion)
- 1989: Demo-Tape (egenproduktion)
- 1989: Wartburgs für Walter live (egenproduktion)

### Deltagelse på opsamlingsalbum
- 1988: What Will You Do if You Had a Lot of Money? / After Nuclear War på We Are the Flowers in the Red Zone Vol.1 (MC, QQRYQ Tapes 002)
- 1988: Mightmachine / Out of Thought på Frühlingsfest '88 (MC, QQRYQ Tapes 005, Polen)
- 1991: Springtime på Sicher gibt es bessere Zeiten, doch diese war die unsere (LP/CD, Höhnie Records)
- 2002: More More Anymore på Wenn kaputt, dann wir Spaß – Berlin Punk Rock 1977–1989 (CD, Weird System)